# آفاق بشیرقیزی
آفاق بشیرقیزی (ترکی آذربایجانی: Afaq Bəşirqızı؛ زادهٔ ۱۵ اوت ۱۹۵۵) بازیگر اهل کشور جمهوری آذربایجان است.

## جوایز:
وی برندهٔ جوایزی همچون هنرمند خلق آذربایجان شده‌است.